# Síndrome piramidal
La síndrome piramidal és el conjunt de signes i símptomes derivats de la lesió de la via piramidal en qualsevol punt des del seu origen al còrtex cerebral fins a la banya anterior de la medul·la espinal.

## Sistema piramidal
El sistema piramidal està compost de quatre fascicles. Aquests quatre feixos són els que determinen el moviment:
- Feix piramidal o corticoespinal: va del còrtex a la banya anterior de la medul·la espinal.
- Feix geniculat o corticobulbar: va del còrtex, pel genoll de la càpsula interna, fins al sinaptar amb neurones dels parells cranials motors i mixtes.
- Feix corticosubcortical: connecta el còrtex amb els ganglis de la base (sistema extrapiramidal). Forma així un bucle que controla el moviment.
- Feix juxtapiramidal: fa sinapsis en les neurones inhibitòries de la medul·la espinal.

## Manifestacions clíniques

### Signes directes o de dèficit
- Dèficit motor: paràlisi o parèsia dels músculs innervats per les neurones dels parells cranials i de les banyes anteriors de la medul·la situats per sota la lesió. Pèrdua de força distal i antigravitatòria.

En la síndrome piramidal mai s'afecta un sol múscul o grup de músculs reduït, se n'afecten varis. Afecten principalment la musculatura antigravitatòria (hipertonia espàstica amb signe de navalla de molla. Es conserva la coordinació entre la musculatura agonista i antagonista. La paràlisi és contralateral a la lesió en l'encèfal i ipsilateral a la lesió a la medul·la (cal recordar que per sota del bulb raquidi la via es decusa).
- Pèrdua de reflexos superficials, el centre reflex dels quals està per sota de la lesió.
- Hiperextensibilitat
- Atròfia muscular per desús

### Signes indirectes (per alliberació)
- Pèrdua de control suprasegmentari: Sincinèsies (moviments involuntaris de la part paralitzada que imiten una ordre que s'ha efectuat per a l'altra part del cos. No poden moure una mà voluntàriament, però si tanquen l'altra l'afectada es tanca per imitació)
- Pèrdua del control segmentari: espasticitat i hiperreflèxia profunda
- Pèrdua de control intersegmentari: presència de reflexos patològics (Babinky i de defensa)

## Localització de la lesió
- Lesions corticals o subcorticals: donen lloc a monoplegies contralaterals. El còrtex motor té una superfície amplia, una lesió no sol afectar totes les neurones.
- Lesions a la càpsula interna: freqüent per accidents vasculars cerebrals. Les fibres de la via piramidal hi passen molt agrupades. Veurem una paràlisi del facial inferior contralateral (el facial superior rep neurones bilaterals, per això no es paralitza). Els pacients tenen una marxa molt característica (si és que poden caminar) és la marxa del segador.
- Lesió del tronc cerebral: hemiplegia contralateral si sols es lesiona la via piramidal d'un costat i tetraplegia si es lesionen els dos costats.
- Lesió medul·lar: si la lesió és petita hi haurà hemiplegia homolateral, per sota de la lesió. Si la lesió és gran es produeix una hemiplegia bilateral per sota de la lesió (tetraplegia si la lesió és a nivell cervical).

## Exploració del dèficit motor

### EESS
- Prova de Mingazzini: el pacient ha d'aguantar els braços endavant amb els ulls tancats. Si hi una parèsia veurem com aquests decauen.
- Prova de Strauss: oposem resistència a l'extensió de la mà del pacient. Veurem que cedeix molt ràpidament si hi ha afectació.
- Prova de Barré: es demana al pacient que situï les seves mans enfrontades entre si, per les superfícies palmars, sense que arribin a tocar-se, i se'l convida que faci el màxim esforç de separació dels dits entre si. Col·locats els dits petits un davant l'altre, el polze queda menys separat, menys elevat, en el costat on existeix un dèficit motor piramidal.
- Prova de Miller-Fisher.

### EEII
- Maniobra de Barré: en decubit prono es demana que aixequi les cames. La cama de la part afectada no s'elevarà tant.
- Prova obstètrica de Mingazzini: és el mateix però en decubit supí